# Föhn (wind)

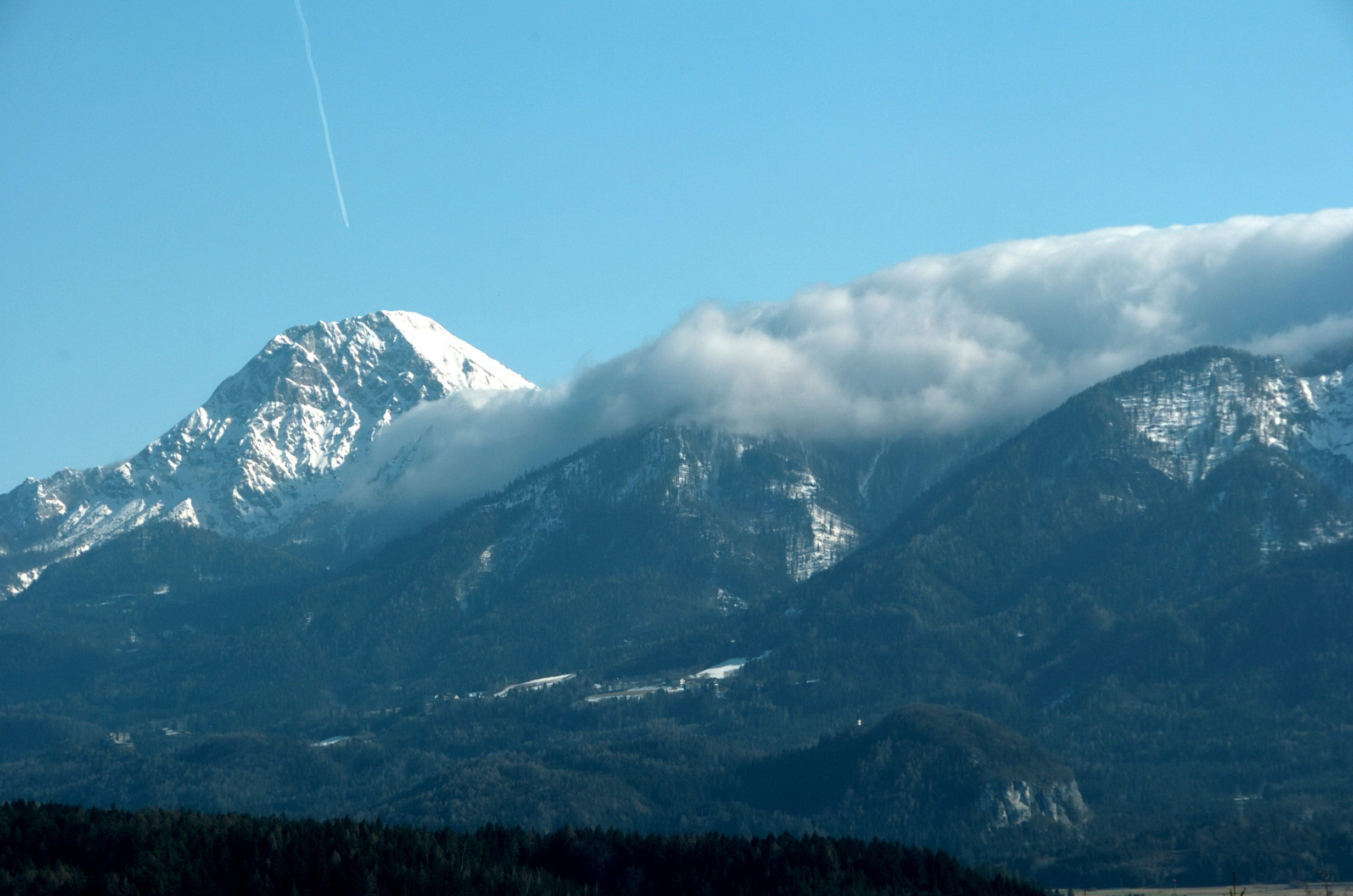
Föhnwolken in de Karawanken

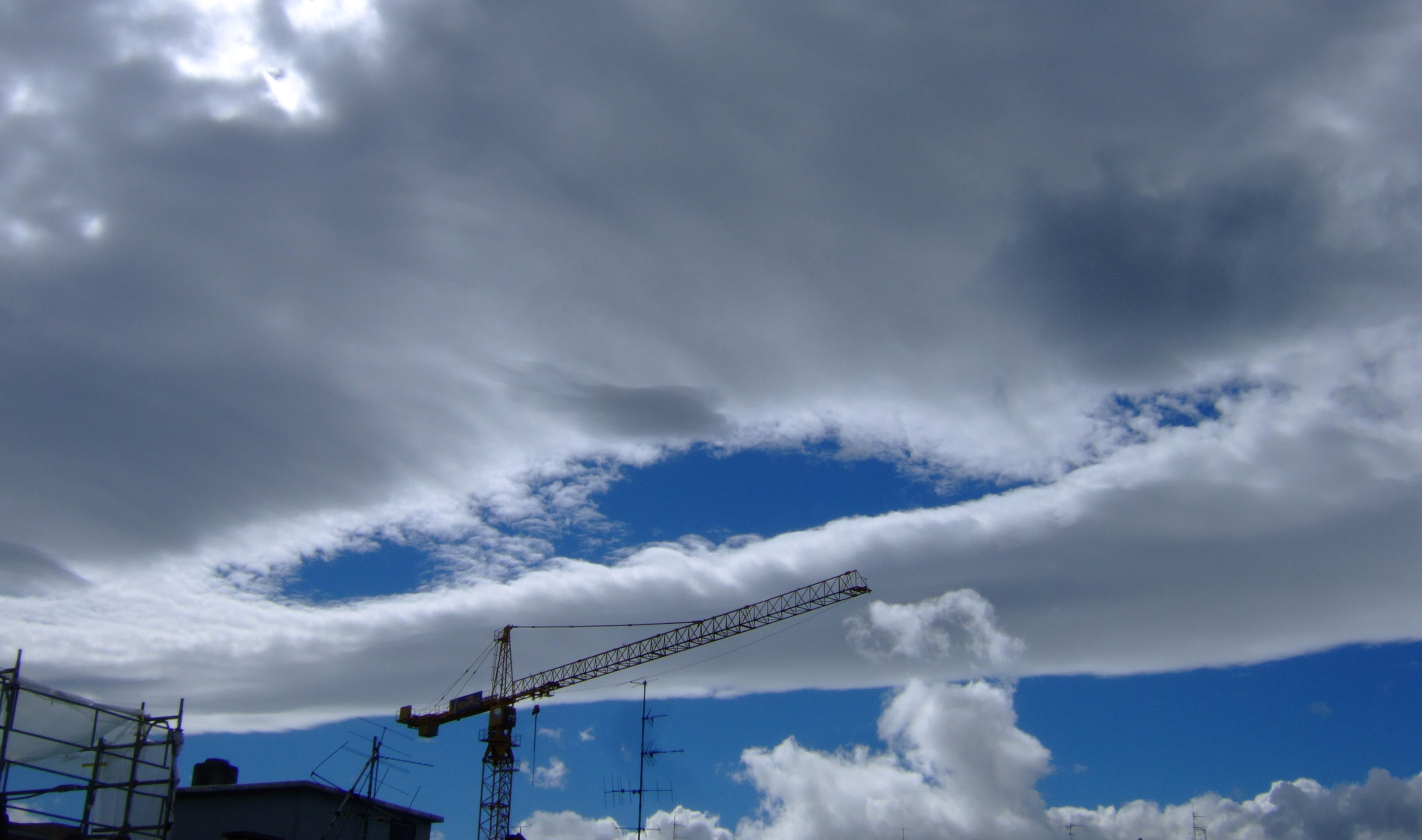
Föhnwolken in Genève

Een föhn is een warme droge wind aan de noordzijde van de Alpen die ontstaat doordat wind uit het zuiden opwarmt als hij over de bergen stroomt. 
De benaming is afgeleid uit het Latijnse favonius (warme wind) en het gotische fôhn (vuur). In de Alpen is het een normaal verschijnsel, maar föhnwinden waaien ook op andere plaatsen in de wereld, soms onder andere benamingen.

## Ontstaan
In het Alpengebied steekt de föhn meestal op aan de voorzijde van een lagedrukgebied dat over Zuid-Frankrijk naar de Middellandse Zee trekt. Daar waait dan een warme zuidenwind, die vochtige lucht naar de Alpen voert. Aan de zuidelijke kant van dat gebergte wordt de lucht gedwongen te stijgen. De stijgende lucht zet uit en wordt daardoor kouder in een proces van adiabatische expansie. De koudere lucht kan minder water vasthouden en er treedt condensatie op, waarbij warmte vrijkomt en het gecondenseerde water als regen valt. Wanneer de lucht aan de noordzijde van het gebergte omlaagstroomt ondergaat zij adiabatische compressie en wordt daardoor warmer. De resulterende luchtstroom is warmer geworden dan de oorspronkelijke doordat de condensatiewarmte over de berg is meegevoerd. De resulterende lucht is ook droger, omdat waterdamp als regen uit de lucht is gevallen. De noordzijde van het gebergte wordt in deze situatie ook wel de regenschaduw van het gebergte genoemd.
Hetzelfde proces werkt ook in de omgekeerde richting. De föhn kan namelijk zowel aan de noordzijde als aan de zuidzijde van de Alpen optreden.

### Nuancering
Dit model verklaart niet alle föhnverschijnselen. De föhn kan ook optreden zonder wolken en regen aan de loefzijde van de berg. Een deel van de warmte in de föhnstroom is dan mogelijkerwijs meegevoerd van de andere kant van de berg en mogelijk spelen ook complexe turbulentieprocessen een rol, alsook de vermenging van verschillende luchtlagen.

## Gevolgen
In de Alpen komt de föhn in het voorjaar het vaakst voor, maar ook in het najaar en de winter waait die wind. Sommige gebieden in Zwitserland hebben jaarlijks gedurende gemiddeld 33 dagen een warme zuidelijke föhnwind. Deze houdt soms enkele dagen aan. De temperatuur kan in enkele uren met 10 of meer graden fors stijgen. Het grootst gemeten verschil in temperatuur was in het Beierse Brannenburg (509 m): op 29 november 2000 om 23 uur was het daar nog +22°C, maar zeven uur later de volgende ochtend om 6 uur nog slechts -3°C. Ook kan de föhn een grote hoeveelheid sneeuw in een of twee dagen doen smelten, zoals rond 20 januari 2021 in het Zwitserse Chur (560 m) waar 83 cm sneeuw lag.
De relatieve vochtigheid kan tot 20% teruglopen, een lage waarde die in Nederland en België niet vaak voorkomt. De gemiddelde windsnelheid is zo'n 25 kilometer per uur (windkracht 4), maar in windstoten kunnen snelheden van 100 kilometer per uur voorkomen (in het Zwitserse Altdorf op 21 januari 2021 tot 133 km/h). De droge lucht is helder; een vergezicht van 100 kilometer en meer is dan mogelijk.
In sneeuwrijke berggebieden vergroot de föhn het lawinegevaar. Ook neemt het aantal verkeersongelukken toe en krijgen bepaalde mensen bij föhnweer last van verhoogde bloeddruk, hoofdpijn, spierpijn, slapeloze nachten en infrageluid. Daardoor is de föhn een belangrijk maatschappelijk verschijnsel. De oorzaak van de fysiologische effecten is wetenschappelijk gezien niet geheel opgehelderd. Als oorzaak wordt enerzijds de snelle luchtdrukwisseling vermoed, anderzijds een lichte uitdroging.

## Buiten het Alpengebied
De benaming föhn wordt soms gereserveerd voor het verschijnsel in het Alpengebied. Benamingen voor hetzelfde verschijnsel in andere delen van de wereld zijn zonda in Argentinië, puelche in Chili, chanduy in Mexico, chinook in de Rocky Mountains, sharav in Israël, khamsin in het Arabisch, nor'west arch in Nieuw-Zeeland, halny in de Karpaten en Terral in Zuid-Spanje. In Nederland kent Zuid-Limburg, met heuvels tot ruim 300 m hoog, soms een zwak föhneffect, dat daar plaatselijk aanleiding kan geven tot zonnig weer en opmerkelijke temperatuurstijgingen. Ook aan de Cornisa Cantabrica, de noordkust van Spanje, kan dit effect optreden.

## Haardroger
De föhn werd als 'Fön' de merknaam van een Duitse haardroger, die in het Duits en in het Nederlands-Nederlands, gespeld als föhn, het algemene woord voor haardroger werd.